# Rémanence (magnétisme)
Pour les articles homonymes, voir Rémanence.
La rémanence, magnétisation rémanente ou magnétisme résiduel, est la magnétisation laissée dans un matériau ferromagnétique (comme le fer) après la suppression d'un champ magnétique externe. Un aimant familièrement appelé « magnétisé » est un aimant qui a une rémanence. La rémanence des matériaux magnétiques fournit la mémoire magnétique dans les dispositifs de stockage magnétiques et est utilisée comme source d'informations sur le champ magnétique terrestre passé dans le paléomagnétisme. Le mot rémanence vient de remanent, muni du suffixe -ence, signifiant « ce qui reste ».
Le terme équivalent magnétisation résiduelle est généralement utilisé dans les applications d'ingénierie. Dans les transformateurs, les moteurs électriques et les générateurs, une grande magnétisation résiduelle n'est pas souhaitable (voir aussi fer doux) car il s'agit d'une pollution indésirable. On peut citer l'exemple d'un électroaimant après coupure du courant dans la bobine. Il faut alors utiliser des méthodes de démagnétisation.
Parfois, le terme rémanence est utilisé pour la rémanence mesurée en unités de densité de flux magnétique.

## Types

### Rémanence de saturation

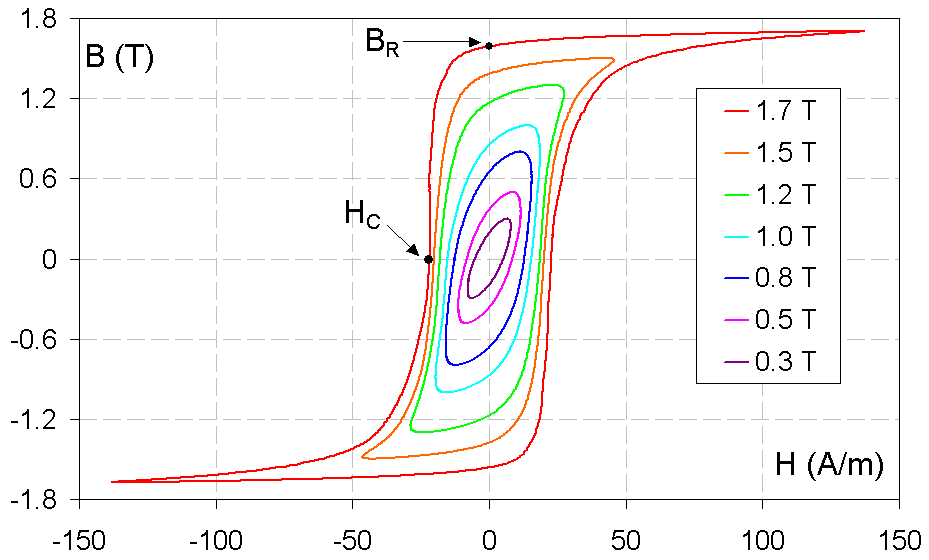
Fig. 1 Une famille de boucles d'hystérésis AC pour l'acier magnétique à grains orientés (B _{r} désigne la rémanence et H _{c} est la coercivité).

La définition principale de la rémanence magnétique est la magnétisation restant en champ nul après l'application d'un champ magnétique important (assez pour atteindre la saturation). L'effet d'une boucle d'hystérésis magnétique est mesuré à l'aide d'instruments tels qu'un magnétomètre à échantillon vibrant ; et l'interception de champ nul est une mesure de la rémanence. En physique, cette mesure est convertie en une aimantation moyenne (le moment magnétique total divisé par le volume de l'échantillon) et notée dans les équations par Mr . Si elle doit être distinguée des autres types de rémanence, alors elle est appelée rémanence de saturation ou rémanence isotherme de saturation (en anglais SIRM, pour Saturation Isothermal ReManence) et notée M rs.
Dans les applications d'ingénierie, l'aimantation résiduelle est souvent mesurée à l'aide d'un analyseur B-H, qui mesure la réponse à un champ magnétique alternatif (comme sur la Fig. 1). Ceci est représenté par une densité de flux Br . Cette valeur de rémanence est l'un des paramètres les plus importants caractérisant les aimants permanents ; il mesure le champ magnétique le plus puissant qu'ils peuvent produire. Les aimants au néodyme, par exemple, ont une rémanence approximativement égale à 1,3 Tesla.

### Rémanence isotherme
Souvent, une seule mesure de rémanence ne fournit pas d'informations adéquates sur un aimant. Par exemple, les bandes magnétiques contiennent un grand nombre de petites particules magnétiques (voir stockage magnétique), et ces particules ne sont pas identiques. Les minéraux magnétiques dans les roches peuvent avoir une large gamme de propriétés magnétiques (voir magnétisme des roches). Une façon de regarder à l'intérieur de ces matériaux est d'ajouter ou de soustraire de petits incréments de rémanence. Une façon de procéder consiste à démagnétiser d'abord l'aimant dans un champ alternatif, puis à appliquer un champ H et à le supprimer. Cette rémanence, notée Mr(H), dépend du champ. On l'appelle la « rémanence initiale »  ou l'« aimantation rémanente isotherme » (en anglais IRM, pour Isothermal Remanent Magnetization).
Un autre type d'IRM peut être obtenu en donnant d'abord à l'aimant une rémanence de saturation dans une direction, puis en appliquant et en supprimant un champ magnétique dans la direction opposée. Ceci est appelé « rémanence de démagnétisation » ou « rémanence de démagnétisation CC » et est désigné par des symboles comme Md(H), où H est l'amplitude du champ. Encore un autre type de rémanence peut être obtenu en démagnétisant la rémanence de saturation dans un champ alternatif. Ceci est appelé rémanence de démagnétisation AC ou rémanence de démagnétisation de champ alternatif et est désigné par des symboles tels que Maf(H).
Si les particules sont des particules à domaine unique sans interaction avec une anisotropie uniaxiale, il existe des relations linéaires simples entre les rémanences.

### Rémanence anhystérétique
Un autre type de rémanence de laboratoire est la « rémanence anhystérétique » ou l'« aimantation rémanente anhystérétique (ARM) ». Celle-ci est induite en exposant un aimant à un grand champ alternatif plus un petit champ de polarisation continu. L'amplitude du champ alternatif est progressivement réduite à zéro pour obtenir une « aimantation anhystérétique », puis le champ de polarisation est supprimé pour obtenir la rémanence. La courbe d'aimantation anhystérétique est souvent proche d'une moyenne des deux branches de la boucle d'hystérésis, et est supposée dans certains modèles représenter l'état d'énergie la plus basse pour un champ donné. Il existe plusieurs façons de mesurer expérimentalement la courbe d'aimantation anhystérétique, basées sur des fluxmètres et une démagnétisation polarisée en courant continu. L'ARM a également été étudié en raison de sa similitude avec le processus d'écriture dans certaines technologies d'enregistrement magnétique et avec l'acquisition de l'aimantation rémanente naturelle dans les roches.

## Exemples
| Matériaux              | Rémanence                        | Références |
| ---------------------- | -------------------------------- | ---------- |
| Ferrite (aimant)       | 0.35 T (3 500 G)                 | [ 13 ]     |
| Aimant samarium-cobalt | 0.82 - 1.16 T (8 200 - 11 600 G) | [ 14 ]     |
| AlNiCo 5               | 1.28 T (12 800 G)                |            |
| Aimant néodyme         | 1 - 1.3 T (10 000 - 13 000 G)    | [ 14 ]     |
| Aciers                 | 0.9 - 1.5 T (9 000 - 14 000 G)   | ,          |